# مرحله گروهی جام آمریکای مرکزی کونکاکاف ۲۰۲۵
مرحله گروهی جام آمریکای مرکزی کونکاکاف ۲۰۲۵ از ۲۹ ژوئیه تا ۲۸ اوت ۲۰۲۵ برگزار خواهد شد. در مجموع ۲۰ تیم در مرحله گروهی برای تعیین ۸ تیم راه یافته به مرحله حذفی جام آمریکای مرکزی کونکاکاف ۲۰۲۵ به رقابت پرداختند.

## قرعه کشی
قرعه‌کشی مرحله گروهی در ۸ ژوئن ۲۰۲۳، ساعت ۱۸:۳۰ به وقت شرق آمریکا (یوتی‌سی ۴:۰۰-)، در میامی، فلوریدا، ایالات متحده برگزار شد. ۲۰ تیم حاضر پیش از این بر اساس رتبه‌بندی باشگاه‌های کونکاکاف خود تا ۲ ژوئن ۲۰۲۵، در پنج گلدان چهار تیمی قرار گرفته بودند.
| تیم       | رتبه |
| --------- | ---- |
| هردیانو   | ۴۰   |
| آلاخولنسه | ۴۶   |
| المپیا    | ۴۸   |
| ساپریسا   | ۵۲   |

| تیم       | رتبه |
| --------- | ---- |
| آنتیگوا   | ۵۴   |
| موتاگوا   | ۵۵   |
| مونیسیپال | ۵۶   |
| شلاهو     | ۶۰   |

| تیم          | رتبه |
| ------------ | ---- |
| پلازا آمادور | ۶۱   |
| کارتاگینیس   | ۶۲   |
| رئال اسپانیا | ۶۳   |
| رئال استیلی  | ۶۶   |

| تیم                  | رتبه |
| -------------------- | ---- |
| ایندپندینته          | ۶۸   |
| اسپورتینگ سن میگلیتو | ۷۴   |
| آگویلا               | ۸۳   |
| آلیانسا              | ۸۸   |

| تیم      | رتبه |
| -------- | ---- |
| دیریانگن | ۹۶   |
| ماناگوا  | ۱۲۱  |
| هرکولس   | ۱۳۷  |
| وردس     | ۱۸۶  |

برای مرحله گروهی، ۲۰ تیم به چهار گروه پنج تیمی (گروه‌های A تا D) تقسیم شدند که شامل یک تیم از هر پنج گلدان بود. تیم‌های گلدان ۱ ابتدا قرعه‌کشی شدند و در جایگاه اول گروه خود قرار گرفتند و از گروه A تا گروه D شروع کردند. همین روال برای تیم‌های گلدان‌های ۲، ۳، ۴ و ۵ نیز دنبال شد و آنها به ترتیب در جایگاه‌های ۲، ۳، ۴ و ۵ در گروهی که به آن کشیده شده بودند، قرار گرفتند. هر گروه نباید بیش از دو باشگاه از یک فدراسیون ملی داشته باشد.
قرعه‌کشی منجر به گروه‌های زیر شد:
| مو | تیم          |
| -- | ------------ |
| A1 | آلاخولنسه    |
| A2 | آنتیگوا      |
| A3 | پلازا آمادور |
| A4 | آلیانسا      |
| A5 | ماناگوا      |

| مو | تیم                  |
| -- | -------------------- |
| B1 | هردیانو              |
| B2 | مونیسیپال            |
| B3 | رئال اسپانیا         |
| B4 | اسپورتینگ سن میگلیتو |
| B5 | دیریانگن             |

| مو | تیم         |
| -- | ----------- |
| C1 | ساپریسا     |
| C2 | موتاگوا     |
| C3 | کارتاگینیس  |
| C4 | ایندپندینته |
| C5 | وردس        |

| مو | تیم         |
| -- | ----------- |
| D1 | المپیا      |
| D2 | شلاهو       |
| D3 | رئال استیلی |
| D4 | آگویلا      |
| D5 | هرکولس      |

## فرمت
در مرحله گروهی، هر گروه به صورت نوبت‌گردشی برگزار می‌شود و تیم‌ها یک بار با یکدیگر بازی می‌کنند که در مجموع چهار مسابقه برای هر تیم (دو مسابقه خانگی و دو مسابقه خارج از خانه) برگزار می‌شود. تیم‌ها بر اساس معیارهای زیر رتبه‌بندی می‌شوند:
1. امتیاز (۳ امتیاز برای برد، ۱ امتیاز برای تساوی و ۰ امتیاز برای باخت)؛
2. تفاضل گل؛
3. گل‌های زده؛
4. اگر دو یا چند تیم پس از اعمال معیارهای بالا همچنان مساوی باشند، رتبه‌بندی آنها به شرح زیر تعیین می‌شود:
  1. امتیازات رو در رو در مسابقات انجام شده بین تیم‌های مساوی؛
  2. تفاضل گل رو در رو در مسابقات انجام شده بین تیم‌های مساوی؛
  3. گل‌های زده شده رو در رو در مسابقات انجام شده بین تیم‌های مساوی؛
5. کمترین تعداد امتیاز بازی جوانمردانه، بر اساس معیارهای زیر:
  1. کارت زرد: به علاوه ۱ امتیاز؛
  2. کارت زرد دوم/کارت قرمز غیرمستقیم: به علاوه ۳ امتیاز؛
  3. کارت قرمز مستقیم: به علاوه ۴ امتیاز؛
  4. کارت زرد و کارت قرمز مستقیم: به علاوه ۵ امتیاز؛
6. رده‌بندی باشگاه‌های کونکاکاف پس از پایان مرحله گروهی
7. قرعه کشی توسط کونکاکاف.

تیم‌های اول و دوم هر گروه به مرحله یک‌چهارم نهایی مرحله حذفی راه پیدا کردند.

## برنامه
مسابقات این رقابت‌ها بنا به تصمیم کونکاکاف، در روزهای سه‌شنبه، چهارشنبه یا پنجشنبه برگزار خواهد شد. برنامه هر هفته به شرح زیر است (ماده ۲ مقررات).
| هفته‌ها | تاریخ       | مسابقات                              |
| ------ | ----------- | ------------------------------------ |
| هفته ۱ | ۲۹–۳۱ ژوئیه | تیم ۱ مقابل تیم ۳، تیم ۵ مقابل تیم ۲ |
| هفته ۲ | ۵–۷ اوت     | تیم ۵ مقابل تیم ۱، تیم ۲ مقابل تیم ۴ |
| هفته ۳ | ۱۲–۱۴ اوت   | تیم ۴ مقابل تیم ۵، تیم ۲ مقابل تیم ۳ |
| هفته ۴ | ۱۹–۲۱ اوت   | تیم ۴ مقابل تیم ۱، تیم ۳ مقابل تیم ۵ |
| هفته ۵ | ۲۶–۲۸ اوت   | تیم ۱ مقابل تیم ۲، تیم ۳ مقابل تیم ۴ |

## گروه‌ها
تمام زمان‌های مسابقه به وقت شرق آمریکا (یوتی‌سی ۴:۰۰+) و زمان‌های محلی داخل پرانتز هستند، همانطور که توسط کونکاکاف فهرست شده‌اند.

### گروه A
| تیم          | بازی | برد | تساوی | باخت | گل‌زده | گل‌خورده | تفاضل‌گل | امتیاز |
| ------------ | ---- | --- | ----- | ---- | ----- | ------- | ------- | ------ |
| آنتیگوا      | ۰    | ۰   | ۰     | ۰    | ۰     | ۰       | ۰       | ۰      |
| آلاخولنسه    | ۰    | ۰   | ۰     | ۰    | ۰     | ۰       | ۰       | ۰      |
| پلازا آمادور | ۰    | ۰   | ۰     | ۰    | ۰     | ۰       | ۰       | ۰      |
| آلیانسا      | ۰    | ۰   | ۰     | ۰    | ۰     | ۰       | ۰       | ۰      |
| ماناگوا      | ۰    | ۰   | ۰     | ۰    | ۰     | ۰       | ۰       | ۰      |

| ماناگوا | ۱–۴   | آنتیگوا |
| ------- | ----- | ------- |
|         | گزارش |         |

| آلاخولنسه | ۱–۲ | پلازا آمادور |
| --------- | --- | ------------ |
|           |     |              |

| آنتیگوا | ۰–۰ | آلیانسا |
| ------- | --- | ------- |
|         |     |         |

| ماناگوا | ۱–۲ | آلاخولنسه |
| ------- | --- | --------- |
|         |     |           |

| آنتیگوا | ۳–۵ | پلازا آمادور |
| ------- | --- | ------------ |
|         |     |              |

| آلیانسا | ۱–۰ | ماناگوا |
| ------- | --- | ------- |
|         |     |         |

| پلازا آمادور | v | ماناگوا |
| ------------ | - | ------- |
|              |   |         |

| آلیانسا | v | آلاخولنسه |
| ------- | - | --------- |
|         |   |           |

| آلاخولنسه | v | آنتیگوا |
| --------- | - | ------- |
|           |   |         |

| پلازا آمادور | v | آلیانسا |
| ------------ | - | ------- |
|              |   |         |

### گروه B
| تیم                  | بازی | برد | تساوی | باخت | گل‌زده | گل‌خورده | تفاضل‌گل | امتیاز |
| -------------------- | ---- | --- | ----- | ---- | ----- | ------- | ------- | ------ |
| هردیانو              | ۰    | ۰   | ۰     | ۰    | ۰     | ۰       | ۰       | ۰      |
| مونیسیپال            | ۰    | ۰   | ۰     | ۰    | ۰     | ۰       | ۰       | ۰      |
| رئال اسپانیا         | ۰    | ۰   | ۰     | ۰    | ۰     | ۰       | ۰       | ۰      |
| اسپورتینگ سن میگلیتو | ۰    | ۰   | ۰     | ۰    | ۰     | ۰       | ۰       | ۰      |
| دیریانگن             | ۰    | ۰   | ۰     | ۰    | ۰     | ۰       | ۰       | ۰      |

| هردیانو | ۴–۲ | رئال اسپانیا |
| ------- | --- | ------------ |
|         |     |              |

| دیریانگن | ۱–۱ | مونیسیپال |
| -------- | --- | --------- |
|          |     |           |

| دیریانگن | ۴–۲ | هردیانو |
| -------- | --- | ------- |
|          |     |         |

| مونیسیپال | ۱–۱ | اسپورتینگ سن میگلیتو |
| --------- | --- | -------------------- |
|           |     |                      |

| اسپورتینگ سن میگلیتو | ۲–۱ | دیریانگن |
| -------------------- | --- | -------- |
|                      |     |          |

| مونیسیپال | ۲–۱ | رئال اسپانیا |
| --------- | --- | ------------ |
|           |     |              |

| رئال اسپانیا | v | دیریانگن |
| ------------ | - | -------- |
|              |   |          |

| اسپورتینگ سن میگلیتو | v | هردیانو |
| -------------------- | - | ------- |
|                      |   |         |

| هردیانو | v | مونیسیپال |
| ------- | - | --------- |
|         |   |           |

| رئال اسپانیا | v | اسپورتینگ سن میگلیتو |
| ------------ | - | -------------------- |
|              |   |                      |

### گروه C
| تیم         | بازی | برد | تساوی | باخت | گل‌زده | گل‌خورده | تفاضل‌گل | امتیاز |
| ----------- | ---- | --- | ----- | ---- | ----- | ------- | ------- | ------ |
| موتاگوا     | ۰    | ۰   | ۰     | ۰    | ۰     | ۰       | ۰       | ۰      |
| ساپریسا     | ۰    | ۰   | ۰     | ۰    | ۰     | ۰       | ۰       | ۰      |
| ایندپندینته | ۰    | ۰   | ۰     | ۰    | ۰     | ۰       | ۰       | ۰      |
| کارتاگینیس  | ۰    | ۰   | ۰     | ۰    | ۰     | ۰       | ۰       | ۰      |
| وردس        | ۰    | ۰   | ۰     | ۰    | ۰     | ۰       | ۰       | ۰      |

| وردس | ۱–۴   | موتاگوا |
| ---- | ----- | ------- |
|      | گزارش |         |

| ساپریسا | ۲–۰   | کارتاگینیس |
| ------- | ----- | ---------- |
|         | گزارش |            |

| وردس | ۱–۲ | ساپریسا |
| ---- | --- | ------- |
|      |     |         |

| موتاگوا | ۲–۱ | ایندپندینته |
| ------- | --- | ----------- |
|         |     |             |

| ایندپندینته | ۳–۱ | وردس |
| ----------- | --- | ---- |
|             |     |      |

| موتاگوا | ۰–۰ | کارتاگینیس |
| ------- | --- | ---------- |
|         |     |            |

| ایندپندینته | v | ساپریسا |
| ----------- | - | ------- |
|             |   |         |

| کارتاگینیس | v | وردس |
| ---------- | - | ---- |
|            |   |      |

| ساپریسا | v | موتاگوا |
| ------- | - | ------- |
|         |   |         |

| کارتاگینیس | v | ایندپندینته |
| ---------- | - | ----------- |
|            |   |             |

### گروه D
| تیم         | بازی | برد | تساوی | باخت | گل‌زده | گل‌خورده | تفاضل‌گل | امتیاز |
| ----------- | ---- | --- | ----- | ---- | ----- | ------- | ------- | ------ |
| المپیا      | ۰    | ۰   | ۰     | ۰    | ۰     | ۰       | ۰       | ۰      |
| شلاهو       | ۰    | ۰   | ۰     | ۰    | ۰     | ۰       | ۰       | ۰      |
| رئال استیلی | ۰    | ۰   | ۰     | ۰    | ۰     | ۰       | ۰       | ۰      |
| آگویلا      | ۰    | ۰   | ۰     | ۰    | ۰     | ۰       | ۰       | ۰      |
| هرکولس      | ۰    | ۰   | ۰     | ۰    | ۰     | ۰       | ۰       | ۰      |

| هرکولس | ۰–۲ | شلاهو |
| ------ | --- | ----- |
|        |     |       |

| المپیا | ۳–۰ | رئال استیلی |
| ------ | --- | ----------- |
|        |     |             |

| هرکولس | ۱–۳ | المپیا |
| ------ | --- | ------ |
|        |     |        |

| شلاهو | ۳–۰ | آگویلا |
| ----- | --- | ------ |
|       |     |        |

| آگویلا | ۲–۰ | هرکولس |
| ------ | --- | ------ |
|        |     |        |

| شلاهو | ۴–۱ | رئال استیلی |
| ----- | --- | ----------- |
|       |     |             |

| آگویلا | v | المپیا |
| ------ | - | ------ |
|        |   |        |

| رئال استیلی | v | هرکولس |
| ----------- | - | ------ |
|             |   |        |

| المپیا | v | شلاهو |
| ------ | - | ----- |
|        |   |       |

| رئال استیلی | v | آگویلا |
| ----------- | - | ------ |
|             |   |        |